# Chashma Ayub

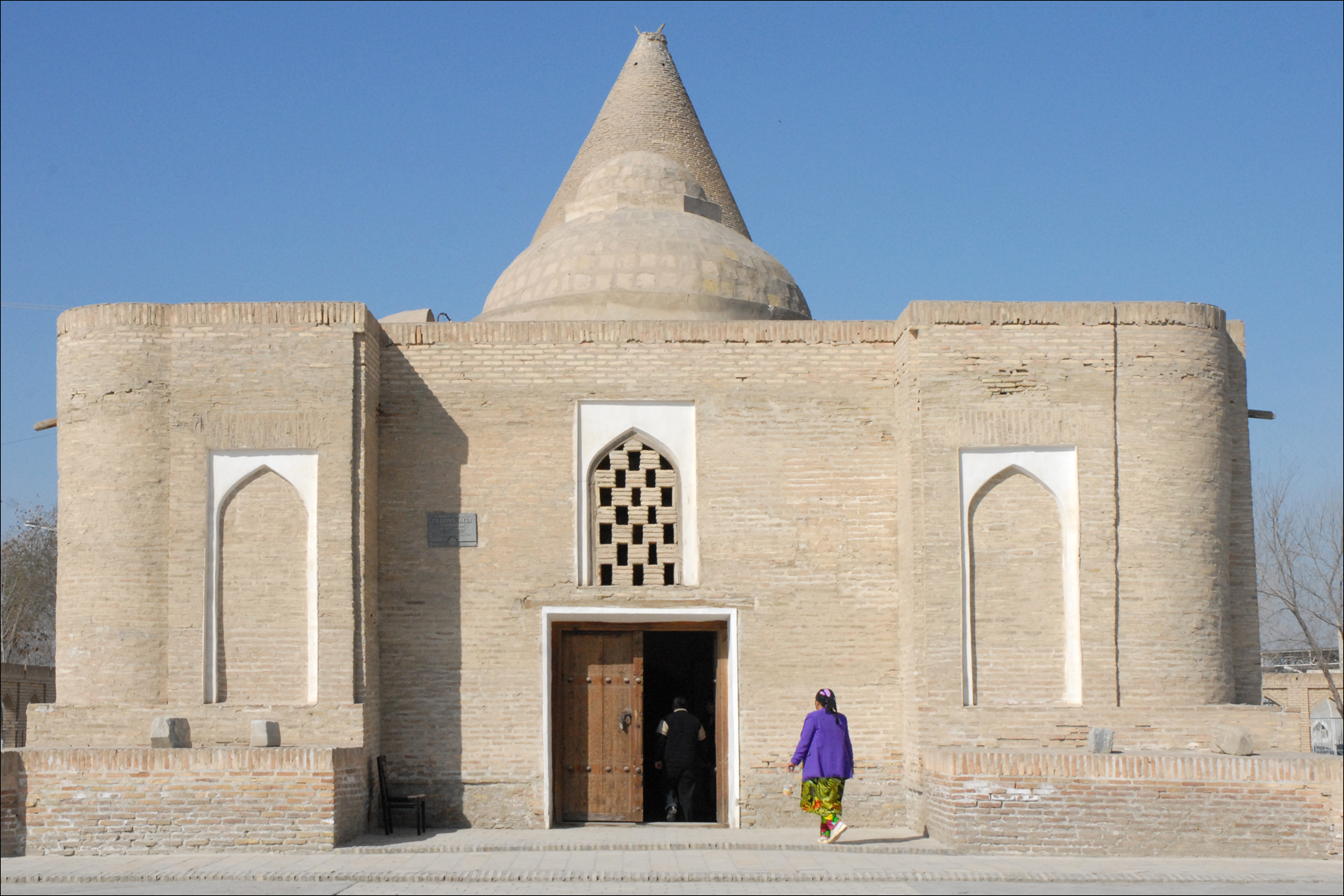

Chashma Ayub (em usbeque: Chashmai Ayyub), também chamado Mausoléu Chashmah-Ayyub  é um monumento situado em Bucara, Usbequistão, onde supostamente está sepultado o profeta Jó (Ayub no Alcorão). O seu nome significa "Fonte de Jó" ou "Poço de Jó" e está relacionado com uma lenda segundo a qual o profeta teria visitado o local onde vários séculos depois seria fundada a cidade de Bucara, numa altura de grande seca e, batendo com o seu cajado no chão, fez brotar uma nascente cuja água ainda hoje muitos acreditam ter poderes curativos. Desde 2008 que o mausoléu é candidato a Património Mundial da UNESCO.
Situa-se no centro dum antigo cemitério, a algumas centenas de metros do Mausoléu Samânida e junto ao moderno Complexo Memorial Al-Bukhari. Continua a ser um local de peregrinação, apesar de nele funcionar o Museu do Abastecimento de Água, no qual é apresentada a história do abastecimento de água em Bucara, desde os tempos do emirado em que aguadeiros vendiam peles de animais cheios de água livre de vermes, até aos ambiciosos projetos soviéticos dos canais Amu-Bucara e Bucara-Samarcanda.

## História e arquitetura
Segundo algumas fontes, cuja fiabilidade é questionável, a cidade de Bucara teria crescido em redor do local sagrado do poço de Jó e este poderá ter contribuído para o surgimento da comunidade judaica da cidade (os judeus bukharan). É quase certo que o profeta Jó não esteja sepultado em Chashma Ayub. Na realidade há vários locais que alegadamente são o túmulo de Jó. No Usbequistão, além do Chashma Ayub de Bucara existem mais dois mausoléus de Jó, um deles também chamado Chashma Ayub, situado na aldeia de Khayriabad, no distrito de Vobkent. No entanto, o Chashma Ayub de Bucara tem alguns túmulos de santos muçulmanos. O mais antigo e mais reverenciado é o de Hajji Hafiz Gujori, um teólogo que se notabilizou no estudos de hádices, autor de vários tratados históricos, que ali teria sido sepultado em 1022.
O edifício foi originalmente construído no século XII, durante o reinado do cã caracânida Arslano Cã (r. 1102–1129). Há uma inscrição que atesta uma reconstrução no Ano da Hégira 605 (1208 ou 1209 no calendário gregoriano). No entanto o que existe atualmente resulta principalmente das reconstruções de Tamerlão (r. 1370–1405) e seguintes.
O edifício, de aspeto muito austero, assemelha-se a uma fortaleza. A planta é retangular, orientada na direção leste-oeste, e é composto por quatro câmaras, cada uma delas coberta com uma cúpula, construídas em épocas e estilos diferentes. A cúpula mais antiga foi erigida por Tamerlão sobre o túmulo e é cónica, de estilo corásmio, o que é muito incomum na Transoxiana. Essa forma incomum deve-se possivelmente a ter sido projetada por um arquiteto da Corásmia, capturado por Tamerlão na sua campanha de 1379 contra Gurganje, que se terá inspirado nas tendas dos nómadas da Corásmia. Por baixo da cúpula cónica exterior há outra cúpula interior mais recente, com muqarnas, pelo que vista do interior ela é muito semelhante às outras cúpulas que foram adicionadas no século XVI.
Ao lado da câmara coberta pela cúpula cónica encontra-se o poço. Ali encontra-se uma inscrição esculpida em terracota que assinala a construção em 1379, mas provavelmente ela veio duma estrutura mais antiga. Na fachada oriental há vestígios dum antigo pishtaq (portal monumental de estilo persa), que era ladeado por torres, o que indica que antigamente houve ali um alto ivã. A documentação da candidatura a Património Mundial destaca o atual portal do mausoléu, do tipo tradicional, constituído por dois pilares, que formam um nicho com uma semiabóbada.